# Pyrestes nigrosuturalis
Pyrestes nigrosuturalis är en skalbaggsart som beskrevs av Holzschuh 1991. Pyrestes nigrosuturalis ingår i släktet Pyrestes och familjen långhorningar. Inga underarter finns listade i Catalogue of Life.